# Psychotria anamallayana
Psychotria anamallayana är en måreväxtart som beskrevs av Richard Henry Beddome. Psychotria anamallayana ingår i släktet Psychotria och familjen måreväxter. Inga underarter finns listade i Catalogue of Life.